# 1589 w polityce

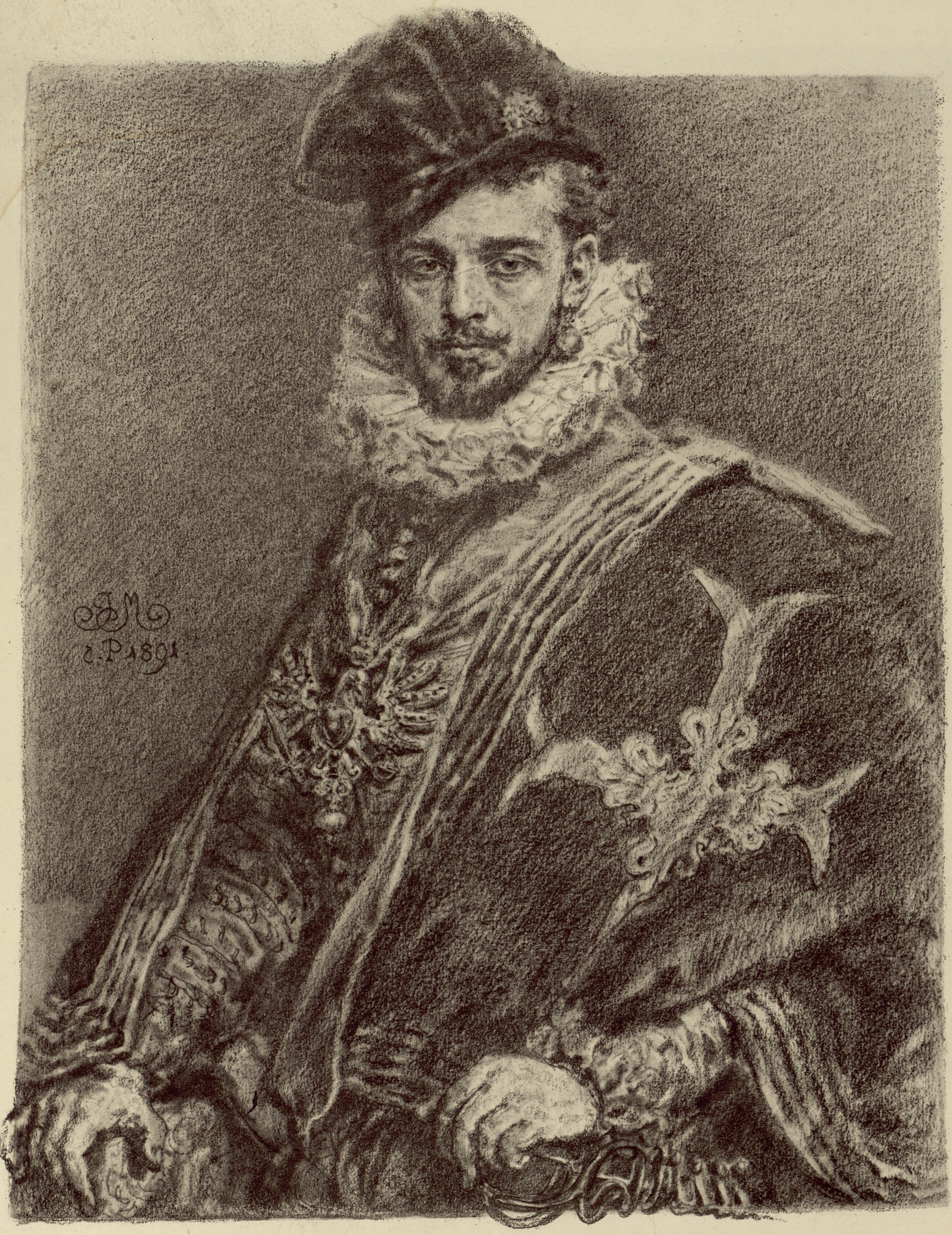
Jan Matejko, Portret Henryka Walezego

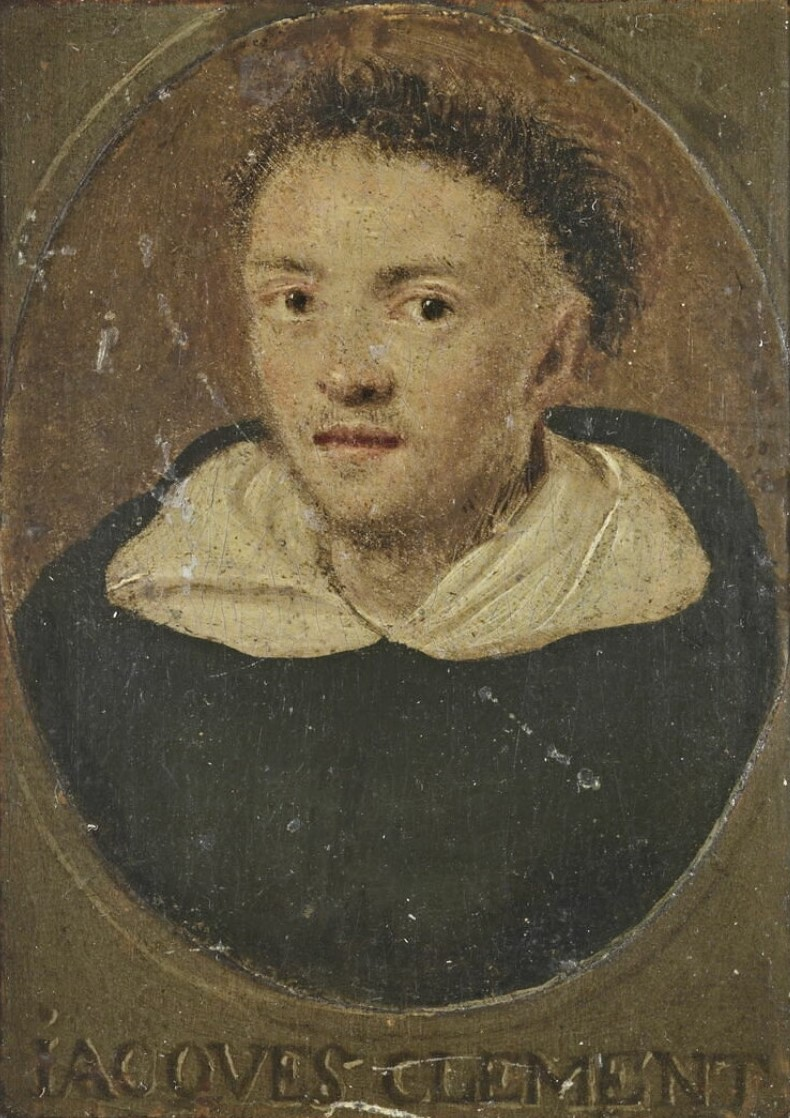
Jacques Clement

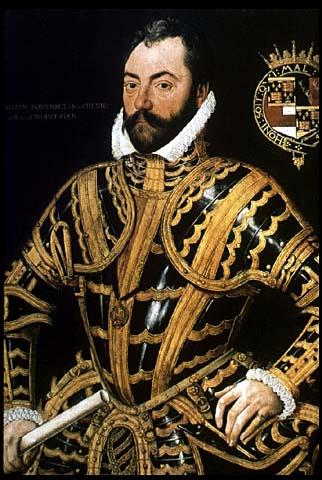
William Somerset, 3. hrabia Worcester

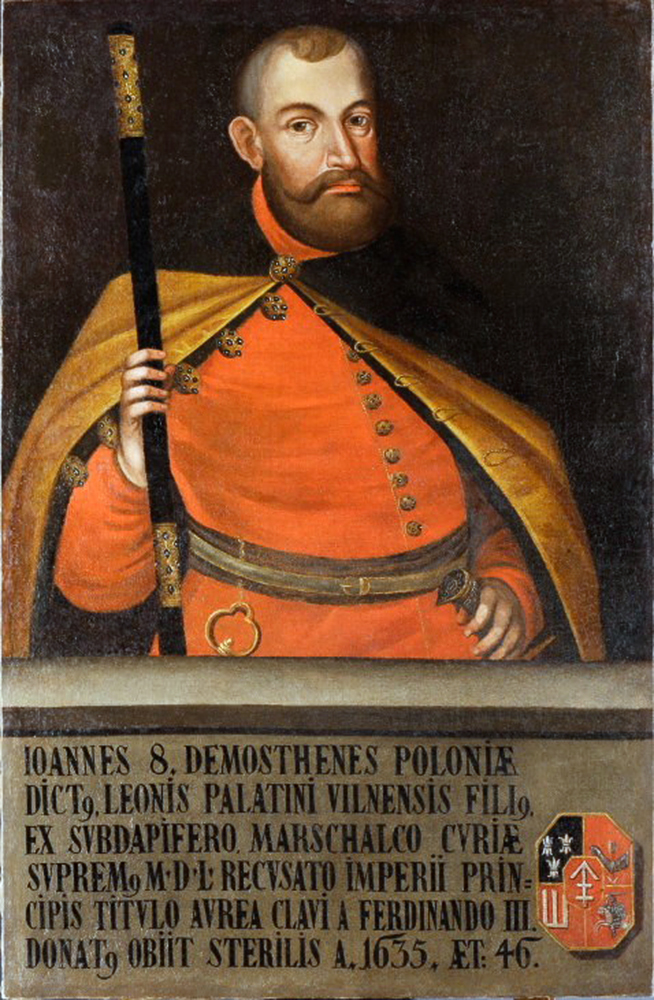
Jan Stanisław Sapieha

Wydarzenia polityczne w 1589 roku.

## Wydarzenia
- 9 marca – w ratuszu w Czeladzi Jan Zamoyski i Wilhelm z Ruzomberoka podpisali traktat będzińsko-bytomski pomiędzy Rzecząpospolitą Obojga Narodów a Świętym Cesarstwem Rzymskim, kończący wojnę o koronę polską, zapoczątkowaną elekcją 1587: Rzeczpospolita i Austria powróciły do pokojowych i przyjaznych stosunków, zapewniały sobie neutralność i regulowały wzajemne roszczenia związane z działaniami wojennymi, arcyksiążę Maksymilian Habsburg został zmuszony do zrzeczenia się pretensji do tronu Rzeczypospolitej – traktat był przestrzegany przez obie strony do I rozbioru Rzeczypospolitej[1].
- 26 maja – cesarz Rudolf II ratyfikował traktat będzińsko-bytowski, co następnie potwierdzili arcyksiążęta Karol, Maciej, Ferdynand i Ernest. Zaprzysiężenia dokonano 10 lipca[2].
- 2 sierpnia Król Francji, były król Polski Henryk III Walezy zginął z ręki katolickiego fanatyka, zakonnika Jacquesa Clémenta[3]. Napastnik został zlinczowany na miejscu przez straż królewską. Jego ciało zostało następnie poćwiartowane i spalone[4].
- Henryk IV został królem Francji[5][6][7], zapoczątkowując dynastię Burbonów, sprawującą rządy do rewolucji i później, po restauracji monarchii, w XIX wieku.

## Urodzeni
- 25 października Jan Stanisław Sapieha, marszałek wielki litewski[8].

## Zmarli
- 21 lutego William Somerset, 3. hrabia Worcester, angielski arystokrata[9].